# 魯茨 (伊利諾伊州)
魯茨（英語：Roots）是位於美國伊利諾伊州蘭道夫縣的一個非建制地區。該地的面積和人口皆未知。

## 地理
魯茨的座標為38°01′04″N 89°58′20″W / 38.01778°N 89.97222°W，而該地的平均海拔高度為117米（即384英尺）。